# Lijst van uitvoeringsmethoden van de doodstraf

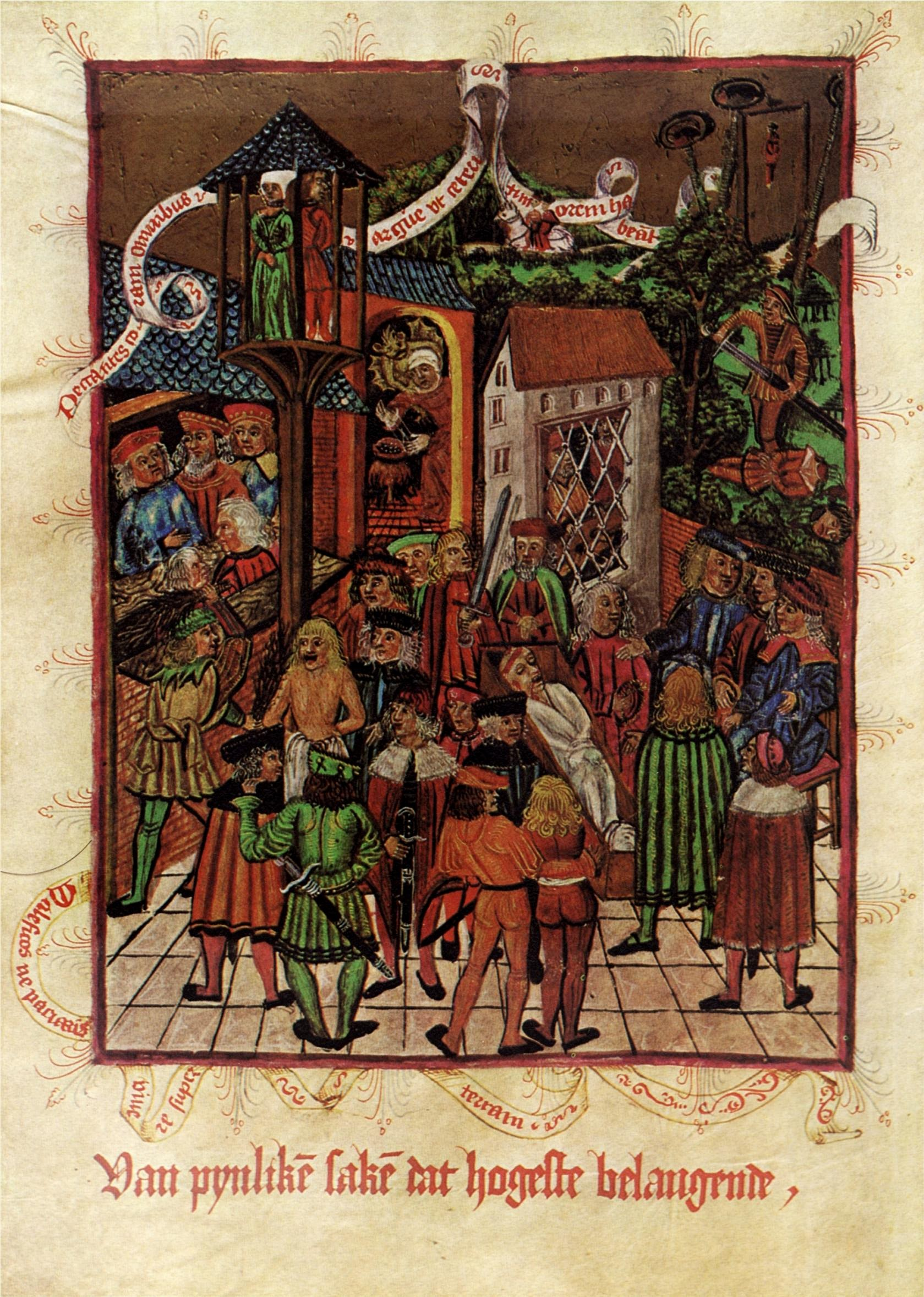
Verschillende manieren van uitvoeringsmethoden van de doodstraf, afbeelding uit het Hamburger Stadtrecht (1497)

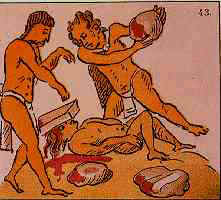
Doodstraf bij de Azteken (steniging), Florentijnse codex (ca. 1540 - 1585)

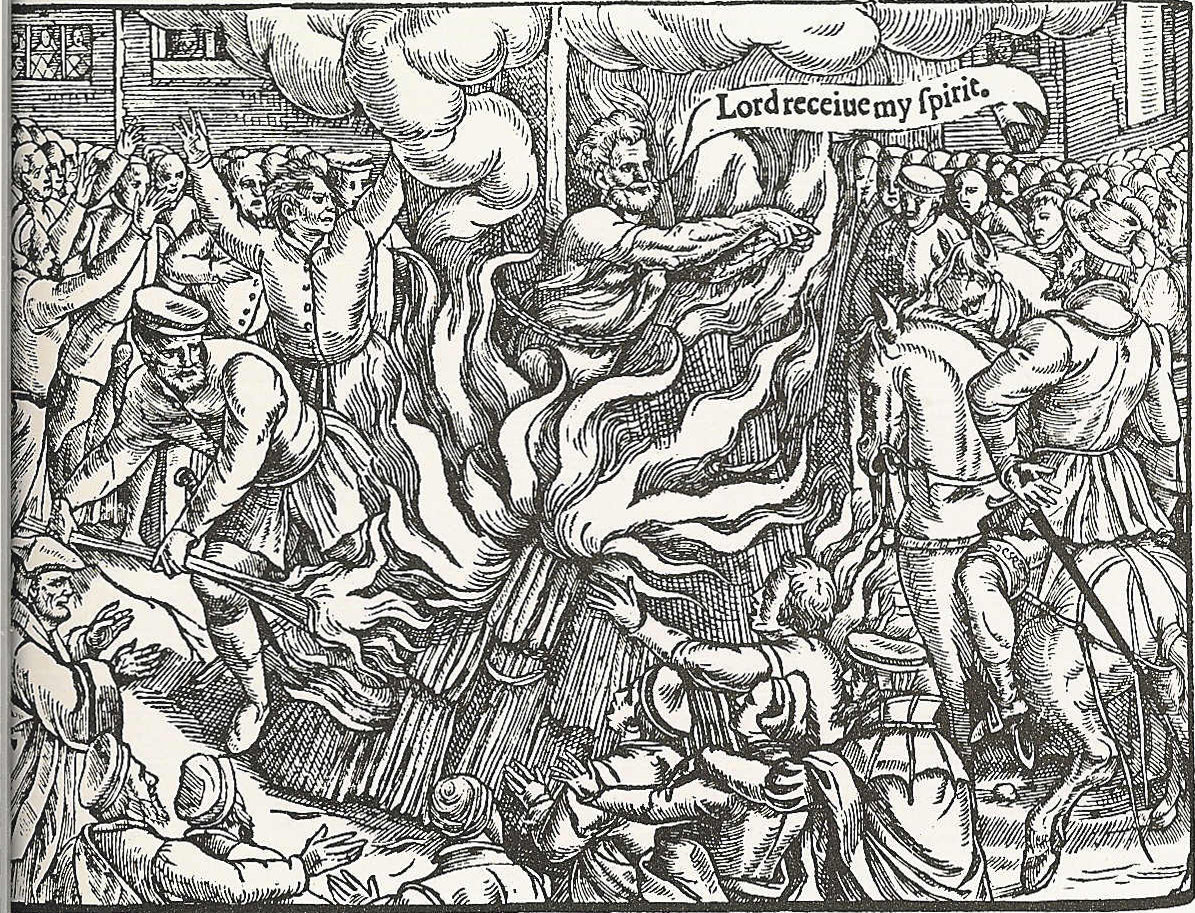
1563: John Rogers wegens ketterij op de brandstapel

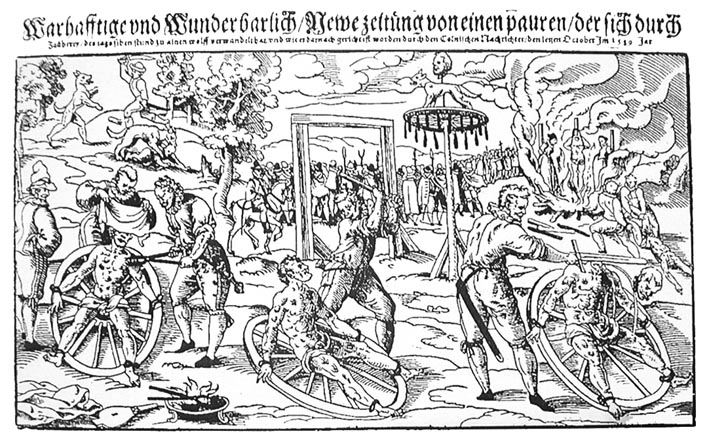
1589: Peter Stump als weerwolf op het rad

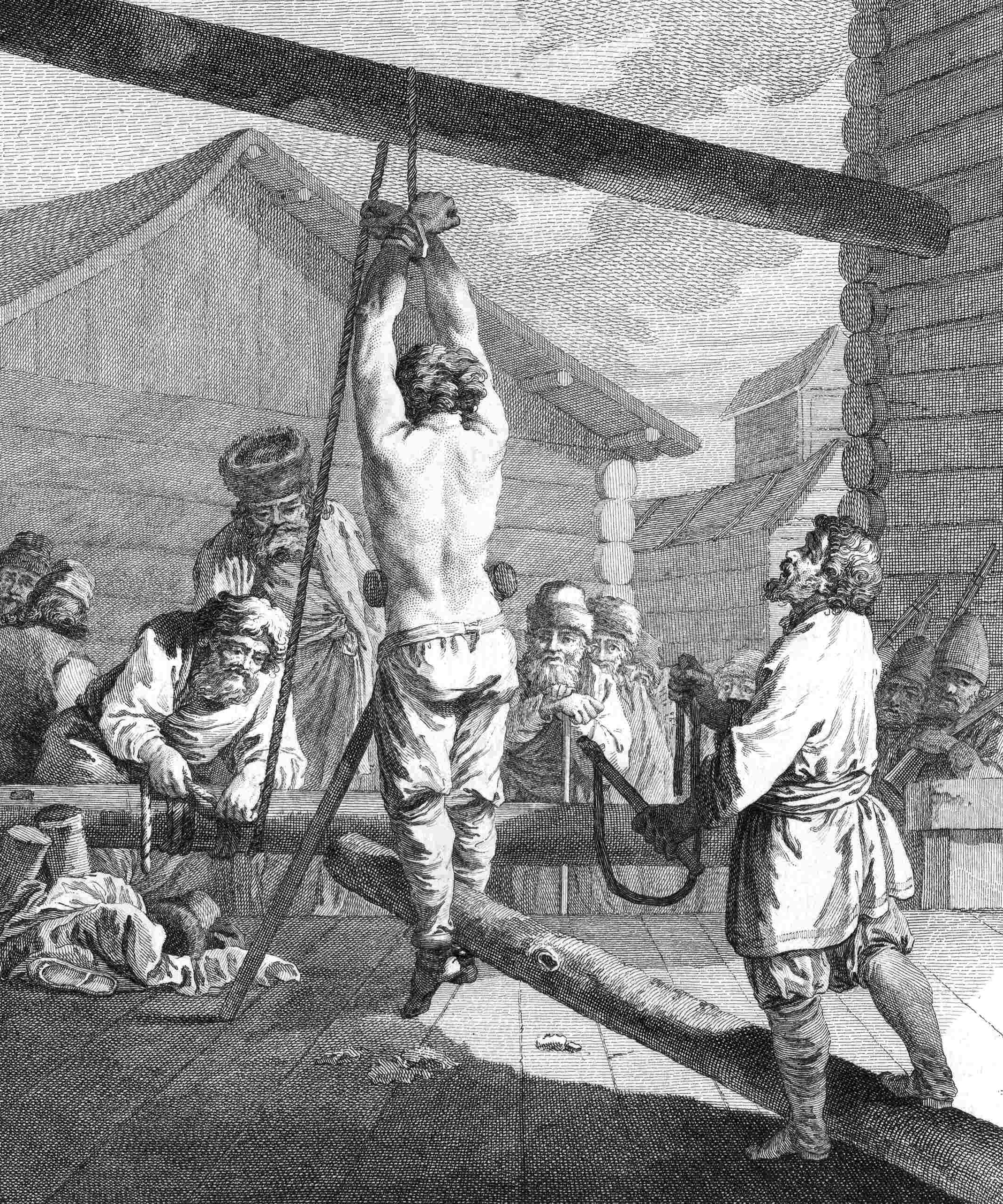
1761: Geseling tot de dood er op volgt

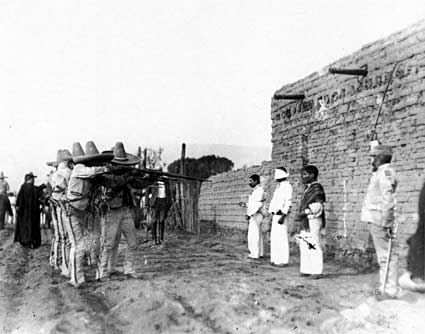
1909: Arcadio Jiménez, Hilario Silva en Marcelino Martínez worden gefusilleerd

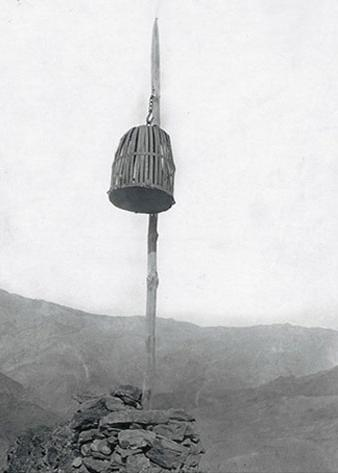
1921: kooi in Lateh Band Pass (Afghanistan). Een dief werd in de kooi gestopt en opgehesen, zodat vrienden hem geen voedsel of vergif konden geven. Hij bleef in de kooi tot de dood volgde

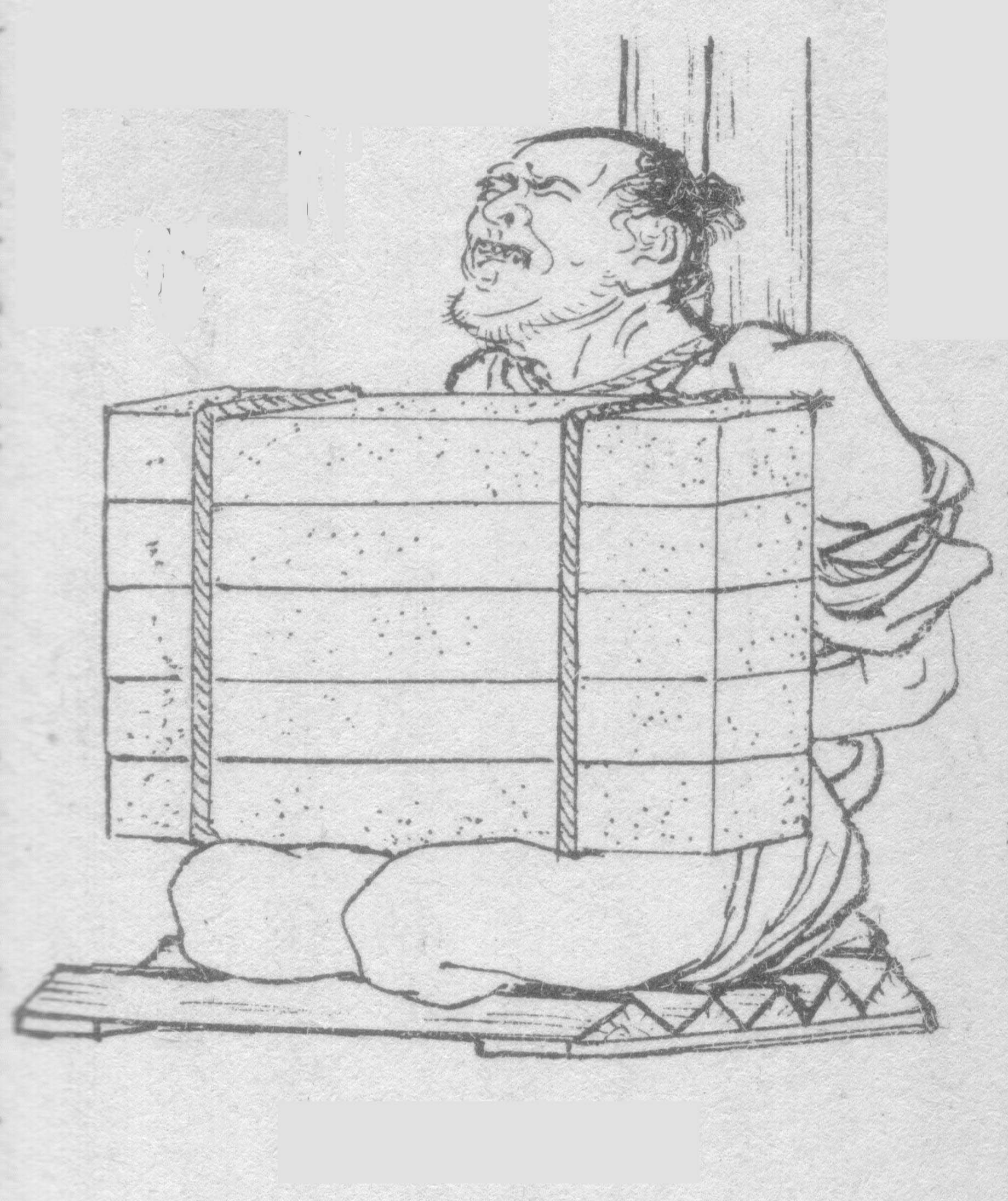
1927: Ishidaki, een Japanse methode

Er zijn verschillende manieren om de doodstraf uit te voeren.
Tegenwoordig wordt er door veel landen naar gestreefd om de executie zo snel en voor de veroordeelde zo pijnloos mogelijk te laten plaatsvinden. Veel van deze gebruikte methoden zouden daarom, wanneer zij correct worden uitgevoerd, moeten leiden tot een vrijwel onmiddellijke dood of in ieder geval snel verlies van bewustzijn.
In vroegere tijden - en in sommige landen nog steeds - werd regelmatig een executiemethode gekozen die langer en pijnlijker was, dit om een afschrikwekkend effect te hebben.

## Tegenwoordig nog gebruikte methoden
- Dodelijke injectie
- Elektrocutie met de elektrische stoel
- Vergassing met giftige gassen of verstikking met inerte gassen in de gaskamer
- Vuurwapen (nekschot en fusillade) ("met de kogel")
- Ophanging ("met de strop")
- Onthoofding ("met het zwaard") of het doorsnijden van een of beide halsslagaders
- Steniging

## Vroeger gebruikte methoden
- Wurging, zie ook: garrote
- Verbranding op de brandstapel
- Kruisiging
- Verdrinking
- Verstikking in eigen bloed
- Verstikking in as, een Perzische methode. De veroordeelde werd in een ruimte met as opgesloten die men door middel van wielen constant deed opwervelen. Hierdoor ademde de veroordeelde de as in waardoor men langzaam stikte. De Perzische koning Sogdianus onderging deze straf na in een paleiscoup te zijn afgezet.
- Hangen, trekken en vierendelen Hanged, drawn and quartered: Engelse straf voor hoogverraad
- Levend koken
- Gedwongen inname van vergif (vaak in vloeibare vorm door middel van een gifbeker)
- Spietsing
- Villen
- Dood door duizend sneden (Lingchi): een in China toegepaste variant waarbij de beul de veroordeelde telkens kleinere verwondingen toebracht gedurende een periode van enkele uren, totdat de veroordeelde dood was.
- Radbraken
- Van een klif afgooien.
- Het gebruik van dieren, onder andere:
  - Voor de leeuwen (of andere gevaarlijke dieren) werpen (de leeuwenkuil, de slangenkuil)
  - Gedwongen deelname aan gladiatorengevechten
  - Verpletteren door een olifant, paarden of een ander groot zwaar dier
  - Vierendeling, waarbij de veroordeelde door paarden aan touwen uit elkaar werd getrokken
  - De veroordeelde weerloos maken en blootstellen aan de elementen en aaseters (vogels, insecten), zoals de Perzische methode scafisme
- Levend begraven
- Verpletteren, bijvoorbeeld onder een zwaar voorwerp
- De veroordeelde werd in een vat opgesloten, dat aan de binnenzijde vol scherpe spijkers of pinnen zat; dit vat werd over een afstand over de weg gerold, waardoor de veroordeelde in het vat doodbloedde (in ieder geval in de middeleeuwen toegepast, o.a. op Gerard van Velsen, de moordenaar van graaf Floris V)
- Klieven
- In stukken snijden
- Doodsteken
- Verhongering
  - Soms gebeurde dat in een gevangeniscel, soms werd men ingemetseld. Ook kwam het voor dat men zonder voedsel in een kooi tentoongesteld werd. Deze kooi werd dan vaak opgehesen, enerzijds om de veroordeelde als voorbeeld te laten dienen, anderzijds om het verstrekken van voedsel (of gif) door familie en/of vrienden onmogelijk te maken.
- Stringer
- vallende bijl, zie ook guillotine
- Gedwongen zelfmoord. Er werd van de veroordeelde verwacht dat hij zelfmoord pleegde; deed hij dat niet, dan werd de doodstraf op een andere (minder aangename of minder eervolle) wijze uitgevoerd. Als zodanig geldt onder andere de Japanse seppuku (harakiri): iemand die wist dat hij gearresteerd zou worden en waarschijnlijk de doodstraf niet zou ontlopen, kon voor een eervolle seppuku kiezen en had daar ook recht op.
- Verder bestond de mogelijkheid dat men de veroordeelde een gevaarlijke (maar noodzakelijke) taak liet uitvoeren. Hij moest bijvoorbeeld de blokken wegslaan waarop een pasgebouwd schip rustte, om het schip te water te laten, of hij werkte mee aan een medische proef. Soms deed de veroordeelde dit vrijwillig, met het vooruitzicht dat hij vrij zou zijn als hij het karwei overleefde. Ook bij de eerste bemande ballonvlucht werd overwogen deze (mede) door veroordeelde misdadigers uit te laten voeren. In de Sovjet-Unie konden soldaten tijdens de Tweede Wereldoorlog voor bepaalde vergrijpen in 'strafbataljons' geplaatst worden, die belast waren met de gevaarlijkste taken en bij belangrijke operaties vaak sterftecijfers van ver boven de 50% haalden. Vaak mocht men, wanneer men dit overleefde, terugkeren naar de eigen eenheid.
- Gunga rao, oftewel executie door olifant. Een in India gebruikte executiemethode.

## Methoden waarvan de historiciteit niet vaststaat
Naast bovenstaande methodes die vaak een lange doodsstrijd tot gevolg hadden voordat het slachtoffer eindelijk overleed, zijn er ook verhalen verschenen over andere langdurige wijzen waarop een doodvonnis is voltrokken. Niet altijd is duidelijk of de methode daadwerkelijk gebruikt is. Het is mogelijk dat sommige van de volgende methoden onder de categorie broodjeaapverhaal vallen, of slechts in een bepaalde situatie werden gebruikt om een afschrikwekkend effect te creëren, of dat de methode "slechts" als martelmethode bedoeld was en dat dit wel eens onbedoeld tot de dood leidde. 
- Rattenketel: Op het lichaam van een veroordeelde werd een ketel gebonden met levende ratten. Dan werd door een gaatje in de ketel een gloeiende pook tussen de ratten gestoken. Om te ontsnappen moesten deze zich letterlijk door het lichaam van de veroordeelde vreten. Tijdens de Russische Burgeroorlog was dit naast kruisiging van priesters en het over de grond slepen met lasso's een van de meest barbaarse methoden om iemand te executeren;
- Ontdarming: Door een kleine snee in de buikholte werd een stuk van de dunne darm gepakt waarna het volledige maag-darmstelsel via dit 'begin' langzaam uit de buikholte werd getrokken.
- Tangen: De veroordeelde werd ontdaan van alle 'uitstekende' lichaamsdelen als vingers, tenen, neus en geslachtsorganen, doordat deze er met tangen af werden geknepen.
- Ontvlezing: Het vlees werd met (vaak gloeiend hete) krabbers tot op het blote bot van de ledematen af geharkt.
- Bamboe: In China bond men veroordeelden vast boven een veld bamboe. Bamboe is zeer scherp en groeit enkele centimeters per dag. Deze veroordeelden stierven dus een gruwelijke dood door langzame doorboring van het lichaam.
- Dodelijke koperen zuil: de veroordeelde werd aan een holle zuil van koper vastgebonden, waarna deze via een opening aan de bovenkant gevuld werd met gloeiende kolen. De kolen maakten het koper gloeiend heet, zodat het slachtoffer ernstige brandwonden opliep en stierf. Het leverde eveneens een afschuwelijke en zeer pijnlijke dood op. Een soortgelijk effect werd bereikt bij de messingen stier.
- Levend begraven: De veroordeelde werd tot zijn nek ingegraven en aan de genade van de aasgieren overgelaten. Soms gebeurde dit op een strand bij eb, waarna de veroordeelde bij vloed verdronk. In de Algerijnse onafhankelijkheidsstrijd is hier een bijzondere variant op toegepast om collaborerende Algerijnen ter dood te brengen en een afschrikwekkend voorbeeld te creëren. Hun penis en testikels werden afgesneden, en het slachtoffer werd tot zijn nek begraven, waarna zijn geslachtsdeel in zijn mond werd gepropt.
- Rode mieren: Sommige Amerikaanse indianenculturen zouden volgens de overlevering hun veroordeelden vastbinden bij een nest met vleesetende mieren, waarna ze met honing ingesmeerd werden. Hetzelfde is ook van Afrikaanse volkeren bekend. De mieren konden de veroordeelde binnen een half uur tot het bot opeten;
- Overboord zetten: Dit kwam in de tijd van de grote ontdekkingsreizen vaak op de doodstraf neer. Wie zich aan bepaalde vergrijpen schuldig maakte (bijvoorbeeld sodomie of muiterij) werd in een sloep overboord gezet, met genoeg eten en drinken voor een dag. Wie geluk had bereikte land en overleefde, de meesten kwamen jammerlijk om. Een variant hierop is "de voeten spoelen": de door de scheepsraad veroordeelde werd overboord gezet, meestal door hem onder bedreiging van een degen of pistool van een loopplank af te laten springen. Ook dit was voorbehouden aan de zwaarste vergrijpen zoals (poging tot) muiterij, maar wellicht niet zo algemeen als de piratenromans ons trachten te doen geloven. Regelmatig werd het "voetenspoelen" vlak bij de kust toegepast zodat de veroordeelde slechts de laatste meters moest zwemmen.
- Kielhalen in de lengterichting van een schip stond vrijwel gelijk aan een doodvonnis;
- Dit gold ook wanneer een dermate zware lijfstraf werd opgelegd, dat de veroordeelde dit praktisch niet kon overleven, of wanneer een lijfstraf of foltering onbedoeld tot de dood van het slachtoffer leidde. Het kwam bijvoorbeeld wel voor dat een geagiteerde menigte een misdadiger die aan de schandpaal gebonden was stenigde of doodsloeg;
- IJzeren maagd: een ijzeren kast, meestal in de vorm van een mens, waar zich binnenin pinnen bevinden.
- Bloedarend. Volgens mythen zou deze executiemethode van Vikingen geschieden door het lossnijden van de ribben en het naar buiten vouwen van de longen in vleugelvorm. Er zijn echter geen bewijzen gevonden van het bestaan hiervan en men vermoedt dat het zoiets betekende als dood in de strijd.